# منظار القرنية

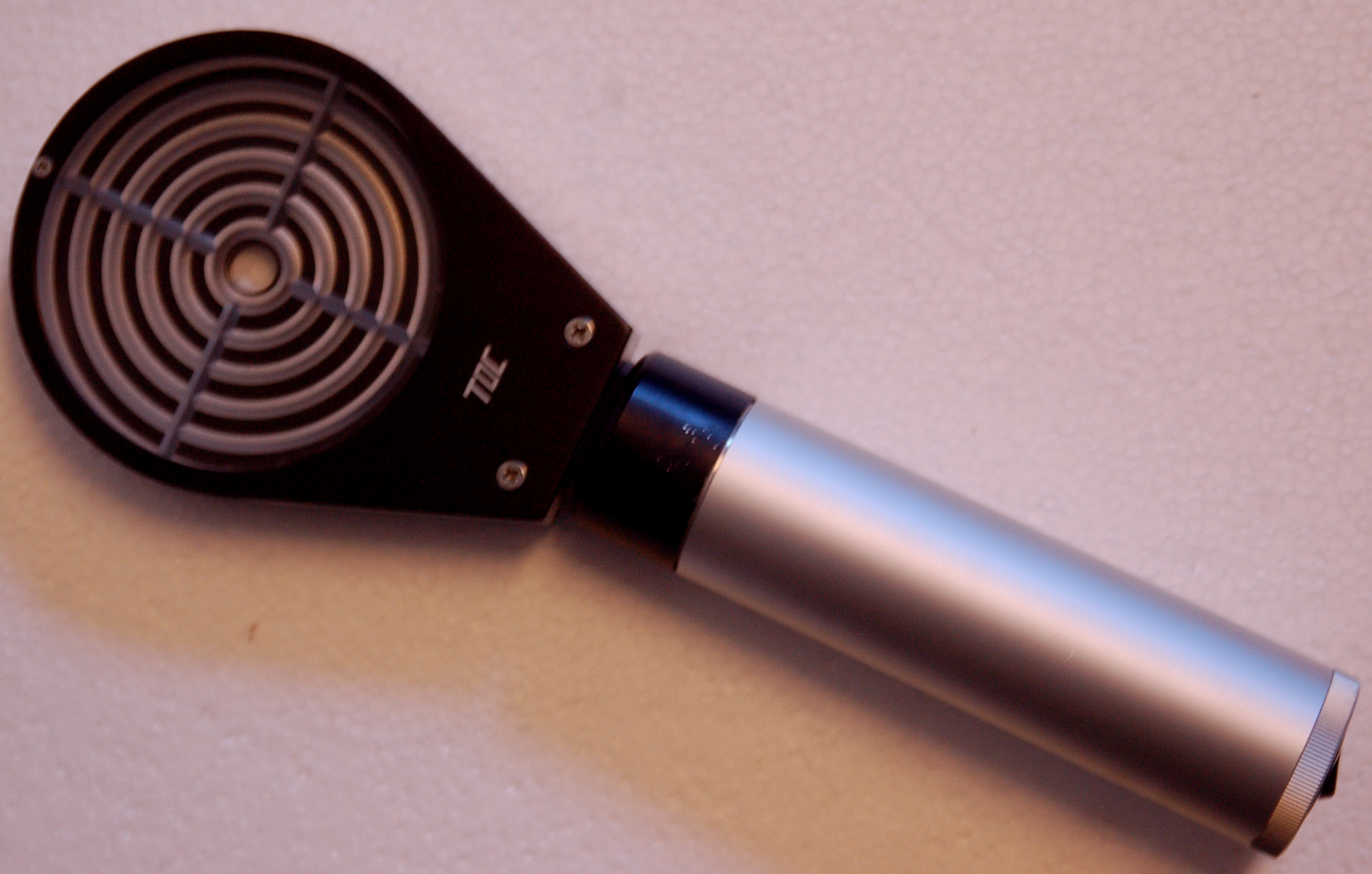
منظار القرنية

منظار القرنية (بالإنجليزية: Keratoscope)‏ ويُسمى أحيانًا قرص بلاسيدو (بالإنجليزية: Placido's disk)‏، هو أداة تُستخدم في طب العيون لتقييم شكل السطح الأمامي للقرنية. يتكون المِنظار من سلسلة من الحلقات متحدة المركز، حيثُ توضع على القرنية ثم ينظر الفاحِص إلى انعكاسها من خلال ثقبٍ صغير في وسطِ القرص، حيثُ تُظهر القرنية مُنتظمة الشكل انعكاساتٍ مُتماثلة مُتساوية التباعد، أما إذا كانَ المريضُ يعاني من لابؤرية العين أو حثل القرنية، فإنَّ الحلقات تكون مُشوهة.
طُورت أدواتٌ حديثة اعتمادًا على هذا المفهوم، مثل طبوغرافيا القرنية والذي يُمرر فيه تحليل الصورة المنعكسة إلى حاسوب، ويُمكن للأداة الآلية إنتاج خطوط منسوبة مُلونة مشفرة لطبوغرافيا العين أو حتى صورة ثلاثية الأبعاد لسطحِ العين.